# Kamil Mitoń
Kamil Wojciech Mitoń (ur. 12 kwietnia 1984 w Krakowie) – polski szachista, arcymistrz od 2002 roku.

## Kariera szachowa
Mitoń poznał szachy w wieku pięciu lat. Jego talent dostrzegł pasjonat szachów, prezes i sponsor Klubu Szachistów „Goniec” Staniątki – Stanisław Turecki, który też prowadził Kamila wraz z Andrzejem Irlikiem (nauczycielem fizyki w Staniąteckiej Szkole Podstawowej) przez pierwsze lata. Gdy w 1994 roku zdobył w Grudziądzu tytuł mistrza Polski juniorów do 10 lat, rozwojem jego talentu zajął się rosyjski trener szachowy Włodzimierz Szyszkin, sprowadzony do Niepołomic dzięki zaangażowaniu S.Tureckiego. Było to możliwe dzięki życzliwości samego trenera i wsparciu władz tego miasta. Wkrótce został najbardziej utytułowanym juniorem w historii polskich szachów. W 1996 roku zdobył tytuł mistrza kraju w kategorii do 12 lat (wynikiem 11 punktów z 11 partii) i do 13 lat w szachach szybkich. W tym samym roku na Minorce został mistrzem świata juniorów do 12 lat, a rok później w Cannes – wicemistrzem świata do lat 14. Dwukrotnie zdobył brązowy medal na mistrzostwach świata juniorów w szachach szybkich (Paryż, 1997 i 1999). Z występów juniorskich największym jego osiągnięciem było zdobycie w Erywaniu w 2000 r. tytułu wicemistrza świata w kategorii do 20 lat, w wieku 16 lat.
Wielokrotnie startował w finałach mistrzostw Polski mężczyzn, największy sukces odnosząc w 2012 w Warszawie, gdzie zdobył brązowy medal.
W 2000 roku w Warszawie zanotował bardzo dobry występ w Pucharze Świata w szachach błyskawicznych, który zgromadził światową czołówkę (zwyciężył Viswanathan Anand przed Borisem Gelfandem i Anatolijem Karpowem). W stawce 535 zawodników Mitoń zajął XXI m., wyprzedzając wielu renomowanych arcymistrzów. Zwyciężył lub dzielił pierwsze miejsca w turniejach międzynarodowych rozegranych w Cannes (2000), World Open w Filadelfii (2002, wraz z m.in. Arturem Jusupowem i Aleksandrem Oniszczukiem) i First Saturday w Budapeszcie (2003, wraz z Levente Vajdą). W barwach drużyny GKSz Polfa Grodzisk Mazowiecki dwukrotnie zdobył tytuł wicemistrza Polski. W 2005 roku triumfował w Filadelfii w turnieju World Open oraz w Santa Cruz de La Palma, w 2006 r. zajął III m. (za Wasilijem Iwanczukiem oraz Jewgienijem Bariejewem) w memoriale Jose Raula Capablanki w Hawanie, a w 2007 r. podzielił II m. (za Bu Xiangzhim, a wraz z m.in. Nigelem Shortem) w turnieju Canadian Open w Ottawie. W tym samym roku zdobył w barwach klubu WASKO HetMaN Szopienice Katowice tytuł drużynowego mistrza Polski. W 2008 r. podzielił II m. (za Aleksandrem Mojsiejenko, wspólnie z Dariuszem Świerczem) w memoriale Akiby Rubinsteina w Polanicy-Zdroju, natomiast w 2010 r. zwyciężył w kołowym turnieju w Skanderborgu. W 2011 r. podzielił I m. (wspólnie z m.in. Ivanem Sokolovem i Jonem Hammerem) w Reykjavíku. W 2013 r. zdobył tytuł mistrza Hiszpanii w szachach szybkich.
Wielokrotny reprezentant Polski w rozgrywkach drużynowych, m.in.:
- czterokrotnie na olimpiadach szachowych (w latach 2002, 2004, 2008, 2010)[6],
- trzykrotnie na drużynowych mistrzostwach Europy (w latach 2007, 2011, 2013)[7].

W 2014 r. pełnił funkcję trenera męskiej reprezentacji Polski podczas szachowej olimpiady w Tromsø.
Najwyższy ranking w dotychczasowej karierze osiągnął 1 stycznia 2007 r., z wynikiem 2655 punktów zajmował wówczas 50. miejsce na świecie oraz 1. wśród polskich szachistów.
W 2021 odznaczony Złotym Krzyżem Zasługi.